# Antônio Géder
Antônio Géder Malta Camilo (né le 23 avril 1978 à Recreio dans le Minas Gerais) est un joueur de football brésilien qui évoluait au poste de défenseur.

## Biographie

### Début de carrière au Brésil
Brésilien de naissance, il passe 4 années au plus haut niveau du championnat de son pays, avec à la clé deux titres de la Copa Libertadores en 1998, puis de champion en titre du Brésil en 2000. Deux années après, il est appelé à jouer en Europe, et tout spécialement en première division russe. 

### Période russe
Il passe trois années au Saturn Ramenskoïe. Il réalise de bonnes saisons grâce à son physique impressionnant. Il est alors considéré comme un rempart de premier ordre et obtient le surnom du "Destroyer" au sein du championnat russe, notamment grâce à son jeu défensif très physique. Convoité par le Spartak Moscou, il accepte un engagement avec le club moscovite dès le mercato 2006. Après deux années riches d'expériences, notamment en coupe UEFA, il décide à 29 ans, de s'engager avec un club d'Europe occidentale. 

### Le Mans
Contacté par le président Legarda et Daniel Jeandupeux en décembre 2007, le joueur signe sous les couleurs mucistes au mercato d'hiver 2007-2008. Il est titulaire à 15 reprises en ligue 1 lors de la deuxième partie de saison, soit plus qu'en une année complète au Spartak, où il était apparu à 14 reprises. 
Le 23 juillet 2010, Le Mans annonce que le contrat de Géder a été résilié à l'amiable. Des pistes au Brésil auraient été évoquées.

### Fin de carrière
la saison 2010-11 il joue au brésil au S.C recife et en janvier 2012 il joue madureira esporte clube(club brésilien)

## Palmarès
Vasco da Gama
| - Championnat du Brésil (1) : - Champion : 2000. - Championnat de Rio de Janeiro (1) : - Vainqueur : 2000. - Coupe Rio (2) : - Champion : 1999 et 2001. |  | - Copa Libertadores (1) : - Vainqueur : 1998. - Championnat du monde des clubs : - Finaliste : 2000. - Copa Mercosur (1) : - Vainqueur : 2000. |